# Herbstmanöver (film 1926)
Herbstmanöver è un film muto del 1926 diretto da Wolfgang Neff.

## Produzione
Il film fu prodotto dall'Albö-Film GmbH di Berlino.

## Distribuzione
Distribuito dalla Albö-Film GmbH, uscì nelle sale cinematografiche tedesche nell'agosto 1926. In Austria, era conosciuto con il titolo Manöverliebchen.